# Mestes
Mestes is een gemeente in het Franse departement Corrèze (regio Nouvelle-Aquitaine) en telt 297 inwoners (2005). De plaats maakt deel uit van het arrondissement Ussel.

## Geografie
De oppervlakte van Mestes bedraagt 11,4 km², de bevolkingsdichtheid is 26,1 inwoners per km².
De onderstaande kaart toont de ligging van Mestes met de belangrijkste infrastructuur en aangrenzende gemeenten.

## Demografie
Onderstaande figuur toont het verloop van het inwonertal (bron: INSEE-tellingen).